# Lucy Pevensie
Lucy Pevensie (Dronning Lucy den Tapre) er en fiktiv person fra narnia-fortællingerne. Lucy optræder sammen med sin bror Edmund i 4 af bøgerne nemlig: Løven, heksen og garderobeskabet, Prins Caspian, Morgenvandrerens rejse og Det sidste slag. I de tre af bøgerne optræder alle pevensiesøskende sammen, men i Morgenvandrerens rejse optræder Peter og Susan ikke. Lucy er den yngste af de fire søskende.